# Битва при Легниці
Битва при Легниці (нім. Schlacht bei Wahlstatt), що відбулася 9 квітня 1241 року на Легницькому полі (нім. Wahlstatt) біля міста Легниця (пол. Legnica, нім. Liegnitz).
Об'єднані сили сілезького та малопольського лицарства, намагалися зупинити монгольські війська. Війська Західної і Центральної Європи зазнали поразки. У битві загинув князь сілезький, великопольський та краківський Генрик ІІ Побожний, який командував військами. Попри повну перемогу монголів, далі на захід вони не просунулися, в зв'язку з політичною дестабілізацією в Орді.

## Передумови
Після відмови угорського короля Бели IV видати половців, що втекли в Угорщину, Субудай запланував вторгнення в Європу. Батий і Субудай мали вести дві армії, що повинні були вторгнутися до Угорщини, у той час, як третя, під командуванням Байдара, Орду Хана та Кадана мала атакувати польські землі, щоб скувати європейські сили і не дозволити їм прийти на допомогу угорцям.
Частина монголів під командуванням Орду плюндрувала північну Польщу та північно-західну частину Литви, у той час як Байдар та Кадан вторглися у південну частину Польщі. Монголи знищили декілька міст Польщі, такі як Люблін, Сандомир, Краків та Битом у 1241 році. Та не змогли здобути Вроцлав з ходу. Під час облоги Вроцлава, Байдар та Кадан отримали повідомлення, що король Богемії Венцеслав І знаходиться на відстані дводенного переходу з армією у 50 тисяч. Монголи покинули Вроцлав, щоб перехопити сили Генрика, поки європейські армії не об'єдналися. Монголи вступили в бій з військами Генрика біля Легниці на Легницькому полі.

## Битва

### Монголи
Величину монгольської армії важко оцінити. Європейські джерела схильні сильно перебільшувати сили монголів.
Деякі джерела вказують 100 тисяч монголів під самою лише Легницею. «Історія татар» францисканця де Брідіа Монакі оцінює сили монголів у 10 тис. на початку вторгнення у Польщу. В результаті попередніх боїв це число зменшилося до 8 тисяч. Монгольські джерела твердять, що рейд у Польщу здійснювався силами двох туменів (20 тис.), і був частиною плану Субудая, зі знищення європейських армій поодинці, не давши їм з'єднатися.

### Союзники
Згідно з «Історією Польщі» Яна Длугоша під начальством Генрика Побожного були передусім війська з його володінь у Сілезії та князівства опольсько-ратиборського Мешка ІІ та невеликого загону французьких лицарів тамплієрів та госпітальєрів. Згадка про участь у битві загону тевтонських лицарів, згідно з дослідженнями сучасних істориків, вважається пізнішою вставкою.
Згідно з оцінкою Джеймса Чамберса, сили Генрика становили 25 000. Польський історик Марек Четвінський оцінює сили союзників у 2 000, тоді як Жерар Лабуда оцінює кількість солдат у християнській армії у 7-8 тисяч.

### Перебіг битви
Генрик поділив свої сили на чотири частини: першу вів Болеслав, син Деполта ІІІ з чеської династії Пржемисловичів; поляків вів Сулислав, брат убитого краківського володаря; Мешек ІІ Товстий, князь опольський, вів свої війська (можливо і німецьких лицарів). Генрик вів сілезькі та моравські війська, тамплієрів та мальтійських лицарів.
Сілезька кіннота заатакувала легку монгольську кінноту, але була відбита. Потім заатакували Мешек та Сулислав. Монголи застосували свою улюблену перевірену тактику удаваного відступу. Коли християнські війська почали їх переслідувати, монгольська кіннота розвернулася і заатакувала лицарів з боку, засипавши їх стрілами. Мешек вивів з бою свою кінноту і відступив. Своєю тактикою монголам вдалося відрізати європейську кінноту від піхоти. І хоча монгольські стріли не могли пробити лицарської броні, проте монгольські лучники стріляли по їх конях, а важка монгольська кіннота легко справилася зі спішеними лицарями. Армія Генрика ІІ була повністю розбита. Генрик і Болеслав Моравський загинули в бою.

## Наслідки битви
Незважаючи на повну перемогу монголів, далі на захід вони не змогли просунутися. Венцеслав Богемський відступив, щоб зібрати підкріплення в Тюрингії та Саксонії. Біля Клодзка він зіткнувся з авангардом монголів. Проте богемська кавалерія легко відкинула монгольський загін. Монголи покинули Богемію та Польщу і через Моравію пішли в Угорщину, на з'єднання з Батиєм і Субудаєм (Субедеєм), які розбили угорців у битві біля Мохі. Коли Субудай дізнався у 1242 році, що Великий хан Огедей (Угедей) помер минулого року, монгольська армія повернула на схід. Під командуванням Субудая було троє чингизідів, а за законами Чингизхана, всі нащадки Великого хана мали повернутися у монгольську столицю Каракорум на курултай, який мав обрати наступного Великого хана.
Після повернення Батия з Монголії, його стосунки з родичами (передусім з Гуюком) були настільки поганими, що лише після обрання Великим ханом Менге (Мунке) Хана (1251), з яким Батий товаришував, він знову став обдумувати похід на захід у Європу. Проте його смерть у 1255 році завадила цим планам.
Під проводом темника Ногая монголи здійснили два набіги на Польщу: успішний у 1259 та невдалий у 1287. Та ці набіги вже не ставили за мету завоювання. Монголи ніколи більше не розглядали західний напрямок для завоювання, лише грабунок, Польща та Угорщина не були серйозно загроженими після 1241 року. Проте Субудай та Батий завершували план завоювання Центральної Європи, що мав привести до «Великого моря» (Атлантичного океану), коли Хан Угедей помер.
З 1961 року на полі битви діє «Музей Легницької битви»